# Tetranchyroderma xenodactylum
Tetranchyroderma xenodactylum is een buikharige uit de familie van de Thaumastodermatidae. De wetenschappelijke naam van de soort werd voor het eerst geldig gepubliceerd in 2011 door Hummon.